# Dueñas (Iloilo)
Dueñas is een gemeente in de Filipijnse provincie Iloilo op het eiland Panay. Bij de laatste census in 2010 telde de gemeente bijna 34 duizend inwoners.

## Geografie

### Bestuurlijke indeling
Dueñas is onderverdeeld in de volgende 47 barangays:
| - Agutayan - Angare - Anjawan - Baac - Bagongbong - Balangigan - Balingasag - Banugan - Batuan - Bita - Buenavista - Bugtongan - Cabudian - Calaca-an - Calang - Calawinan | - Capaycapay - Capuling - Catig - Dila-an - Fundacion - Inadlawan - Jagdong - Jaguimit - Lacadon - Luag - Malusgod - Maribuyong - Minanga - Monpon - Navalas - Pader | - Pandan - Poblacion A - Poblacion B - Poblacion C - Poblacion D - Ponong Grande - Ponong Pequeño - Purog - Romblon - San Isidro - Santo Niño - Sawe - Taminla - Tinocuan - Tipolo |

## Demografie
Dueñas  had bij de census van 2010 een inwoneraantal van 33.671 mensen. Dit waren 1.522 mensen (4,7%) meer dan bij de vorige census van 2007. Ten opzichte van de census van 2000 was het aantal inwoners gegroeid met 2.789 mensen (9,0%). De gemiddelde jaarlijkse groei in die periode kwam daarmee uit op 0,87%, hetgeen lager was dan het landelijk jaarlijks gemiddelde over deze periode (1,90%).

De bevolkingsdichtheid van Dueñas  was ten tijde van de laatste census, met 33.671 inwoners op 90,52 km², 372 mensen per km².